# Vogue (sång)
"Vogue" är en låt framförd av den amerikanska popartisten Madonna, utgiven på hennes soundtrackalbum I'm Breathless samt på singel den 20 mars 1990. Inspirationen till låten kommer från voguedansarna- och koreograferna Jose och Luis Xtravaganza, två pionjärer inom dansen. De introducerade den till Madonna vid New York-klubben "Sound Factory". Låten "Vogue" är en danspop- och houselåt i högt tempo, skriven av Madonna och Shep Pettibone. 